# Філіпенко Ігор Павлович
І́гор Па́влович Філіпе́нко (нар. 9 червня 1993, Ясинувата, Донецька область, Україна) — український футболіст, воротар. Син футболіста Павла Филипенка та брат футболіста Віктора Филипенка.

## Біографія
У чемпіонаті України (ДЮФЛ) виступав за донецький «Шахтар», де загалом провів 49 матчів. Перші кроки на професійному рівні робив саме у «Шахтарі» за третю команду. Впродовж 2014—2015 років виступав за білоцерківський «Арсенал». 
У лютому 2016 року перебрався до складу чернівецької «Буковини», де згодом став основним голкіпером і не раз виручав свою команду. В жовтні 2016 року відзначився серією відбитих пенальті, а саме три матчі поспіль. У червні 2017 року за обопільною згодою сторін припинив співпрацю із чернівецькою командою.

## Досягнення
- Бронзовий призер Другої ліги України (1): 2012/13